# Eva Abu Halaweh
Eva Abu Halaweh (àrab: إيفا أبو حلاوة, Ifā Abū Ḥalāwa) (Jordània, 1975) és una advocada i activista dels drets humans jordana, guardonada amb el Premi Internacional Dona Coratge el 2011.
És cofundadora i directora executiva del Grup de Dret Mizan per als Drets Humans (Mizan Law Group for Human Rights); té una llicenciatura especialitzada en dret i un màster en Diplomàcia i anteriorment va dirigir una consultoria privada a la qual va contractar l'Alt Comissionat de les Nacions Unides per als Refugiats com a assessora jurídica. Abu Halaweh lluita contra els assassinats per motius d'honor per protegir les dones en situació de risc o vulnerables, així com per eliminar la tortura i els maltractaments en el sistema penitenciari i les comissaries de policia de Jordània.